# 十代の夏
十代の夏 (じゅうだいのなつ、原題：Rentrée des classes)は、1955年9月公開のフランスの短編映画。ジャック・ロジエ監督の第2作目の作品。24分。原題の意味は「新学期」。ヴァール県の小さな村、コランで住民の子供たちをつかって撮影された。少年が澄んだ川を下ってゆく映像は実にみずみずしく、年代的にはヌーヴェルヴァーグの最初期の作品と考えられる。

## キャスト
- ルネ・ボリオ：少年
- ジャン・レミ：先生

## ストーリー
夏休みの宿題をやってこなかったルネは、友だちに、カバンごと川に落としてしまえば先生への言い訳になるとそそのかされて、ほんとうに捨ててしまう。小学校の門までは来たものの中には入れず、カバンを探しに川を下ることにする。やっと探し当てはしたが（ここで夜の女王のアリアが聞こえてくる）、水遊びに夢中になって、泳いでいる小さな蛇を追っかけてゆく。この蛇を教室に持ってかえり、仕返しに友だちのノートにはさみこむ。それを見つけた生徒たちは悲鳴を上げて教室から飛び出し、大騒ぎとなる。